# Feredayia vigens
Feredayia vigens är en fjärilsart som beskrevs av Walker 1865. Feredayia vigens ingår i släktet Feredayia och familjen nattflyn. Inga underarter finns listade i Catalogue of Life.